# Ранджит Дхармакірті
Ранджи́т Дхармакі́рті (англ. Ranjith Dharmakirti; * 6 квітня 1942) — ланкійський драматург і письменник; пише сингальською. 
Творчий шлях розпочав як драматург і режисер. Першу п'єсу — «Якір» написав у 1965 році.
По тому Ранджит Дхармакірті почав писати прозу, так у 1973 році вийшов друком його перший збірник оповідань, а збірка оповідань письменника «Оповідь про третій світ» (Thunweni Lokaye Kathawak) (1977) здобула державну літературну премію. 
Перший роман Дхармакірті — «Ще один день» побачив світ у 1977 році. 
Станом на 2010-ті Ранджит Дхармакірті — автор 6-ти романів і 4-х збірок оповідань, посідаючи визначне місце у ланкійській літературі сингальською мовою.